# Salvator Niciteretse
Salvator Niciteretse (* 2. August 1958 in Rutwenzi, Burundi) ist ein burundischer Geistlicher und römisch-katholischer Bischof von Bururi.

## Leben
Salvator Niciteretse besuchte von 1975 bis 1979 das Knabenseminar in Kanyosha und anschließend das Vorbereitungsseminar in Bujumbura, wo er die Hochschulreife erwarb. Das Philosophiestudium absolvierte er am Priesterseminar in Bujumbura und studierte Theologie am Priesterseminar in Burasira. Das Sakrament der Priesterweihe empfing er am 9. Juli 1989 für das Bistum Bururi.
Nach der Priesterweihe war er in der Pfarrseelsorge tätig. Von 1993 bis 1998 war er Dompfarrer an der Kathedrale von Bururi und Diözesandirektor der Päpstlichen Missionswerke. Von 1998 bis 2002 studierte er an der Päpstlichen Lateranuniversität in Rom, an der er das Lizenziat in Pastoraltheologie erwarb und in Katholischer Soziallehre promoviert wurde. Von 2003 an war er Sekretär der Kommission der Bischofskonferenz für das Laienapostolat sowie Professor an den Priesterseminaren in Gitega und Kiryama. Beim Internationalen Forum der Katholischen Aktion war er Verantwortlicher für Afrika.
Am 15. Februar 2020 ernannte ihn Papst Franziskus zum Bischof von Bururi. Der Erzbischof von Bujumbura, Gervais Banshimiyubusa, spendete ihm am 18. April desselben Jahres auf einem Fußballplatz in Kabuye die Bischofsweihe. Mitkonsekratoren waren der Bischof von Muyinga, Joachim Ntahondereye, und der emeritierte Erzbischof von Bujumbura, Evariste Ngoyagoye.